# Zvezda (sjö i Antarktis)
Zvezda är en sjö i Antarktis. Den ligger i Östantarktis. Australien gör anspråk på området. Zvezda ligger 15 meter över havet. Arean är 0,22 kvadratkilometer. Den sträcker sig 0,9 kilometer i nord-sydlig riktning, och 0,5 kilometer i öst-västlig riktning.
I övrigt finns följande vid Zvezda:
- Stalker Hill (en kulle)